# Le Fresne-Camilly
Le Fresne-Camilly é uma comuna francesa na região administrativa da Normandia, no departamento Calvados. Estende-se por uma área de 7,03 km². Em 2010 a comuna tinha 951 habitantes (densidade: 135,3 hab./km²).